# Ficus variegatus
Ficus variegata là một loài ốc biển, là động vật thân mềm chân bụng sống ở biển thuộc họ Ficidae.

## Miêu tả
Loài này có kích thước giữa 45 mm và 120 mm

## Phân bố
Chúng phân bố ở Ấn Độ Dương dọc theo miền đông Arabia và ở Thái Bình Dương dọc theo Nhật Bản.